# Roberto Lozano Montero
Roberto Lozano Montero (Òdena, 4 de juny de 1977) és un ciclista català, que fou professional des del 2001 al 2003 a les files del Kelme.
Del seu palmarès destaca la victòria al Circuit de Getxo. Es va haver de retirar després d'una caiguda a la Volta a Portugal.
Un cop retirat va ser suspès durant dos anys, del 26 de maig de 2005 al 25 de maig de 2007, per un positiu a la Volta al Japó de 2004.

## Palmarès
- 2000
  - 1r a la Volta a Castelló
- 2003
  - 1r al Circuit de Getxo
- 2004
  - Vencedor de 2 etapes a la Volta al Japó[2]
  - Vencedor de 2 etapes a la Volta a Tarragona
  - Vencedor d'una etapa a la ronda ciclista al Maestrat